# Cao Song
Cao Song (? – octobre 193) ou Ts’ao Song (曹嵩 en chinois traditionnel et simplifié) était ministre impérial chinois et général en chef à l'époque de la fin de la dynastie Han. Son prénom social était Jugao (巨高). Il est principalement connu pour avoir été le père de Cao Cao, Premier ministre des Han, et le grand-père de Cao Pi, premier empereur de la dynastie Wei. En 220, lors de l'inauguration de la dynastie Wei, Cao Song reçut le titre posthume d'empereur Tai (太皇帝, signifiant « grand »).

## Biographie

### Généalogie
Cao Song est un fils adoptif de l'eunuque Cao Teng qui lui donne son nom de famille et fait de lui son héritier. La généalogie de Cao Song est très incertaine. Selon la chronique historique officielle de Chen Shou (Chroniques des Trois Royaumes), il était impossible de remonter son arbre généalogique. Selon d'autres documents, comme la Biographie de Cao le Fourbe ou l’Histoire du monde, Cao Song appartenait initialement au clan Xiahou et était l'oncle de Xiahou Dun.

### Carrière
Selon le Livre des Han complété, Cao Song se fait connaître pour sa bonté et sa diligence, ainsi que pour sa loyauté et sa piété filiale. Il entre au service impérial en tant que colonel des intendants (司隸校尉).
Cao Song parcourt les échelons jusqu'à ce que l'empereur Lingdi le promeuve au poste de ministre de l'Agriculture (大司農).
Selon le Livre des Han postérieurs, Cao Song soudoie les eunuques jusqu'à cent millions de pièces d'or pour briguer le poste de général en chef (太尉), l'un des postes les plus importants de la Chine de l'époque. Vers décembre 187 – janvier 188, le général en chef Cui Lie est démis de ses fonctions et Cao Song hérite de son poste. Cependant, Cao Song est lui-même démis de ce poste ou le quitte cinq mois plus tard.

### Mort
La date de la mort de Cao Song n'est pas connue avec précision. Selon le Livre des Han postérieurs, il meurt avant 194. Selon le Zizhi Tongjian, il est tué avant 193. La narration des Chroniques des Trois Royaumes laisse à penser qu'il a été tué au cours de la rébellion de Dong Zhuo (entre 189 et 192).
Les circonstances de sa mort ne sont pas non plus clairement définies :
- Selon les Chroniques des Trois Royaumes, Cao Song quitte ses fonctions, et se retire sur ses terres à Qiao (aujourd'hui la ville de Bozhou dans la province d'Anhui). Au cours de la rébellion de Dong Zhuo, il se réfugie à Langya où il est assassiné par Tao Qian, le protecteur de la province de Xu, ce qui conduit son fils Cao Cao à lancer une campagne de représailles en 193 ;
- selon le Livre des Han postérieurs, Cao Song et son fils Cao De quittent Langya pour se rendre vers Taishan. Ying Shao, le grand administrateur de Taishan envoie des troupes pour l'accueillir, mais Cao Song ne vient pas. Entre-temps, Tao Qian, qui avait de la haine envers Cao Song car son fils Cao Shu l'avait attaqué, envoie une escouade de cavalerie légère pour tuer Cao Song et Cao De. Lorsque Ying Shao apprend la nouvelle, il prend peur que Cao Cao ne l'estime responsable (car l'assassinat a eu lieu sur ses terres), et part se réfugier vers Yuan Shao, le protecteur de la province de Ji ;
- selon l’Histoire du monde, Cao Song se trouve à Taishan et Cao Cao donne à Ying Shao l'ordre d'escorter sa famille vers la province de Yan. Lorsque Tao Qian entend la nouvelle, il envoie ses troupes pour assassiner Cao Song avant l'arrivée de l'escorte de Ying Shao. Cao Song croit qu'il s'agit de son escorte et ne se méfie pas jusqu'à ce que son fils Cao De se fasse assassiner par les troupes de Tao Qian. Cao Song tente alors de s'enfuir, mais sa concubine, fort grosse, lui bloque le passage de la tente. Il tente en dernière extrémité de se réfugier dans les latrines, mais il est découvert et massacré avec tous les membres de sa famille qui étaient présents sur les lieux. Lorsque Ying Shao apprend la nouvelle, il craint que Cao Cao ne l'estime responsable, et s'enfuit auprès de Yuan Shao ;
- selon le Livre des Wu[4], Cao Song possédait avec lui de nombreux objets de valeur. Tao Qian lui envoie une escorte de deux cents cavaliers, dirigée par le général Zhang Kai. Zhang Kai décide de trahir Tao Qian et de tuer Cao Song pour s'emparer de sa fortune.
- enfin, le Zizhi Tongjian raconte un mélange de ces versions : Cao Song trouve refuge à Langya et son fils Cao Cao ordonne au grand administrateur de Taishan de lui préparer une escorte pour l'accueillir. De son côté, Tao Qian lui octroie également une escorte pour son trajet vers Taishan. Cao Song possède avec lui une centaine de chariots de possessions et de richesses. En arrivant au district de Hua, les soldats de l'escorte de Tao Qian décident de l'attaquer pour s'emparer des richesses et le tuent, ainsi que son fils Cao De.

Selon le Livre des Wei, les tombes de Cao Song et de Cao Teng se situent dans le comté de Chenliu (陳留).
Les tentatives de Cao Cao pour venger la mort de son père se révéleront infructueuses car Tao Qian mourra de maladie avant que Cao Cao ne puisse s'emparer de sa province.
En 220, Cao Pi décerne à Cao Song le titre posthume d'empereur Tai.